# View Park Towers
ViewPark Towers är en 60 meter hög skyskrapa i centrala Nairobi. Den ligger vänd mot Uhuru park och, trots sin blygsamma höjd, är en tydligt framträdande byggnad i Nairobis skyline.